# Čagrovac
Čagrovac (en serbe cyrillique : Чагровац) est un village de Serbie situé dans la municipalité de Gadžin Han, district de Nišava. Au recensement de 2011, il comptait 129 habitants.

## Démographie
| 1948 | 1953 | 1961 | 1971 | 1981 | 1991 | 2002 | 2011 |
| ---- | ---- | ---- | ---- | ---- | ---- | ---- | ---- |
| 730  | 752  | 634  | 485  | 331  | 246  | 161  | 129  |

|  |